# Nae Udaka
Nae Udaka (jap. 宇高菜絵 Udaka Nae; * 6. März 1985) ist eine ehemalige japanische Judoka. Sie war 2014 Weltmeisterin im Leichtgewicht, der Gewichtsklasse bis 57 Kilogramm.

## Sportliche Karriere
Nae Udaka siegte 2004 beim Fukuoka Cup. Bei der Universiade 2007 in Bangkok gewann sie den Titel. 2009 erreichte sie das Finale beim Grand-Slam-Turnier in Rio de Janeiro und unterlag dort der Portugiesin Telma Monteiro. Ende 2009 siegte sie bei den Südostasien-Meisterschaften. 2010 gewann Udaka erstmals bei den japanischen Meisterschaften. Bei den Weltmeisterschaften 2010 in Tokio unterlag sie im Achtelfinale der Britin Gemma Howell.
Nach zwei Jahren ohne größere internationale Erfolge siegte Udaka Ende 2013 beim Grand-Slam-Turnier in Tokio und erreichte Anfang 2014 das Finale beim Grand-Slam-Turnier in Paris. In Paris unterlag sie im Finale gegen ihre Landsfrau Anzu Yamamoto, die sie im Halbfinale von Tokio besiegt hatte. Im April 2014 bezwang Nae Udaka im Finale der japanischen Meisterschaften Anzu Yamamoto. Bei den Weltmeisterschaften 2014 in Tscheljabinsk besiegte sie im Viertelfinale die Niederländerin Sanne Verhagen und im Halbfinale die Französin Automne Pavia. Sie gewann dann den Weltmeistertitel durch einen Sieg gegen Telma Monteiro.
Nach einem schwächeren Jahr erreichte Udaka Ende 2016 das Finale beim Grand Slam in Tokio und unterlag ihrer Landsfrau Tsukasa Yoshida. Udaka gewann 2017 die japanischen Meisterschaften, trat aber nicht im Einzel bei den Weltmeisterschaften an. 2018 war sie noch einmal Dritte der japanischen Meisterschaften.